# Puits de Campgrand
Le puits de Campgrand est un ensemble de deux puits de mine de charbon situé à Cagnac-les-Mines, dans le Tarn, en région Occitanie. C'est aujourd'hui le lieu du musée de la mine de Cagnac-les-Mines.

## Histoire

### Exploitation
Comprenant les puits n°1 et 2, le puits de Campgrand est inauguré en 1896, propriété de la Société des mines d'Albi. Ce sont les ingénieurs Émile Grand et Gustave Petitjean qui ont développé l'exploitation. Au départ, ces puits se trouvaient sur la commune de Saint-Sernin-lès-Mailhocs, au lieu-dit du Camp-Grand, avant que ce village ne disparaisse au profit de Cagnac, renommé Cagnac-les-Mines. Le transport de la houille extraite se faisait par chemin de fer jusqu'au lieu-dit Pélissier, à côté d'Albi, où elle était lavée, criblée, puis transformée par distillation. 
Le puits n°1, appelé "puits de recherche" a été ouvert en 1889 par la Société de mines du Tarn (SMT), a qui a succédé la Société des mines d'Albi, seulement un an plus tard. La production de ce puits était très faible, moins de 3 000 tonnes. Un an plus tard, la production est de 4 200 tonnes.
Le puits n°2, foré en 1892 pour une ouverture quatre ans plus tard, mesure 202 mètres de profondeur. Dès la mise en service de ce puits, la production se porte à 100 000 tonnes pour 680 salariés, puis elle est de 175 000 tonnes en 1902 pour 1 144 salariés. On trouve encore à Campgrand le chevalement en poutrelles à treillis ainsi qu'une salle des machines avec sa machine d'extraction Fournier Mouillon et son ventilateur aspirant Rateau lié à une cheminée d'évacuation. On trouve aussi les bâtiments d'exploitation du puits n°1, avec un réservoir d'eau, un ventilateur aspirant et un pont bascule. Les deux puits sont néanmoins fermés dès 1905, lors de la mise en service du puits n°3, sur un site un peu excentré. Le puits n°2 gardera une utilité en tant que puits d'aération de la mine. En 1979, il sera finalement rouvert, mais cette fois, seulement en tant que puits de secours et d'évacuation.

### Reconversion
En 1985, avec la fermeture de l'ensemble des mines du bassin minier du Carmausin, l'exploitation s'arrête définitivement. Le musée de la mine de Cagnac-les-Mines sera ouvert dès 1989 sur place.
Les bâtiments de surface de l'ancien puits de mine numéro 2, à l'exclusion de la salle d'exposition ajoutée par la suite est inscrit au titre des monuments historiques par arrêté du 7 décembre 1993.

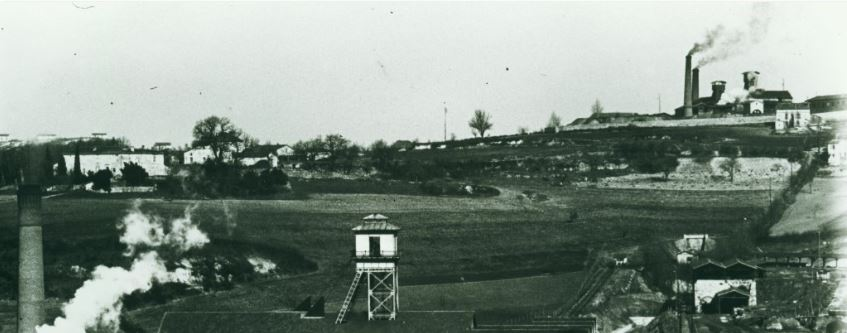
Cagnac en 1898, avec les trois puits de l'exploitation visibles.
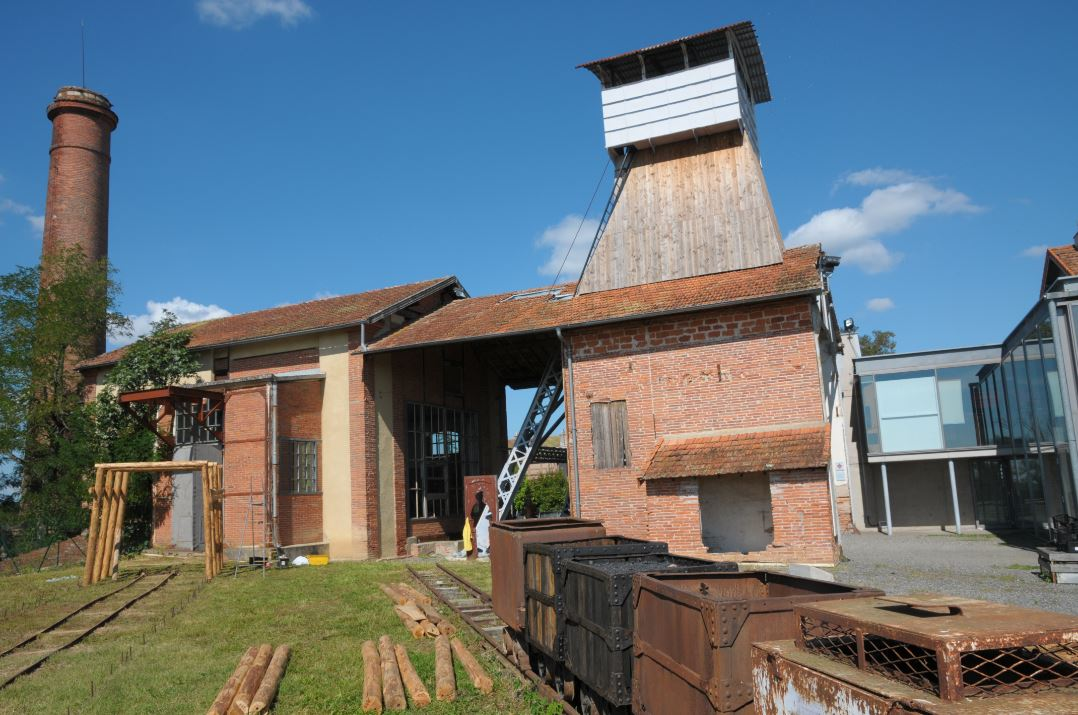
Le puits n°2 en 2014.